# Whitmoreïta
La whitmoreïta és un mineral de la classe dels fosfats que pertany al grup de l'arthurita. Va ser anomenada en honor de Robert Whitmore, propietari de l'indret on va ser descoberta aquesta espècie mineral.

## Característiques
La whitmoreïta és un fosfat de fórmula química Fe²⁺Fe³⁺₂(PO₄)₂(OH)₂(H₂O)₄. Cristal·litza en el sistema monoclínic. És poc freqüent trobar aquest mineral en forma cristalls pseudo-ortoròmbics aïllats de fins a 2 mm de forma prismàtica a acicular paral·lelament a [001], que mostren les cares {110}, {100}, {011}, {021}, {112}, amb terminacions en forma de cisell; generalment es troba en agrupacions en forma de ventilador, aerosols radials, i pilotes semblants a rebaves o
mines navals. La seva duresa a l'escala de Mohs és 3.
Segons la classificació de Nickel-Strunz, la whitmoreïta pertany a «08.DC: Fosfats, etc, només amb cations de mida mitjana, (OH, etc.):RO₄ = 1:1 i < 2:1» juntament amb els següents minerals: nissonita, eucroïta, legrandita, strashimirita, arthurita, earlshannonita, ojuelaïta, cobaltarthurita, bendadaïta, kunatita, kleemanita, bermanita, coralloïta, kovdorskita, ferristrunzita, ferrostrunzita, metavauxita, metavivianita, strunzita, beraunita, gordonita, laueïta, mangangordonita, paravauxita, pseudolaueïta, sigloïta, stewartita, ushkovita, ferrolaueïta, kastningita, maghrebita, nordgauïta, tinticita, vauxita, vantasselita, cacoxenita, gormanita, souzalita, kingita, wavel·lita, allanpringita, kribergita, mapimita, ogdensburgita, nevadaïta i cloncurryita.

## Formació i jaciments
La whitmoreïta és un mineral secundari en zones complexes de pegmatites granítiques. Va ser descoberta a la mina Palermo No. 1, a Groton (Nou Hampshire, Estats Units). També ha estat descrita a Alemanya, Austràlia, Bèlgica, el Brasil, els Estats Units, França, Itàlia, Polònia, Portugal, le Regne Unit, a República Txeca i Suïssa.
Sol trobar-se associada a altres minerals com: siderita, trifilita, ludlamita, strunzita, laueïta, beraunita, mitridatita, ushkovita i òxids de Fe-Mn.